# سن سالواتوره دی فیتالیا
سن سالواتوره دی فیتالیا (به ایتالیایی: San Salvatore di Fitalia) یک کومونه در ایتالیا است که در استان مسینا واقع شده‌است.

## خصوصیات
سن سالواتوره دی فیتالیا ۱۴٫۹ کیلومترمربع مساحت و ۱٬۴۳۷ نفر جمعیت دارد و ۶۰۳ متر بالاتر از سطح دریا واقع شده‌است.